# Martin Creed

Martin Creed est un artiste contemporain conceptuel anglais, né à Wakefield en Angleterre, en 1968. Il vit et travaille à Alicudi, en Italie.

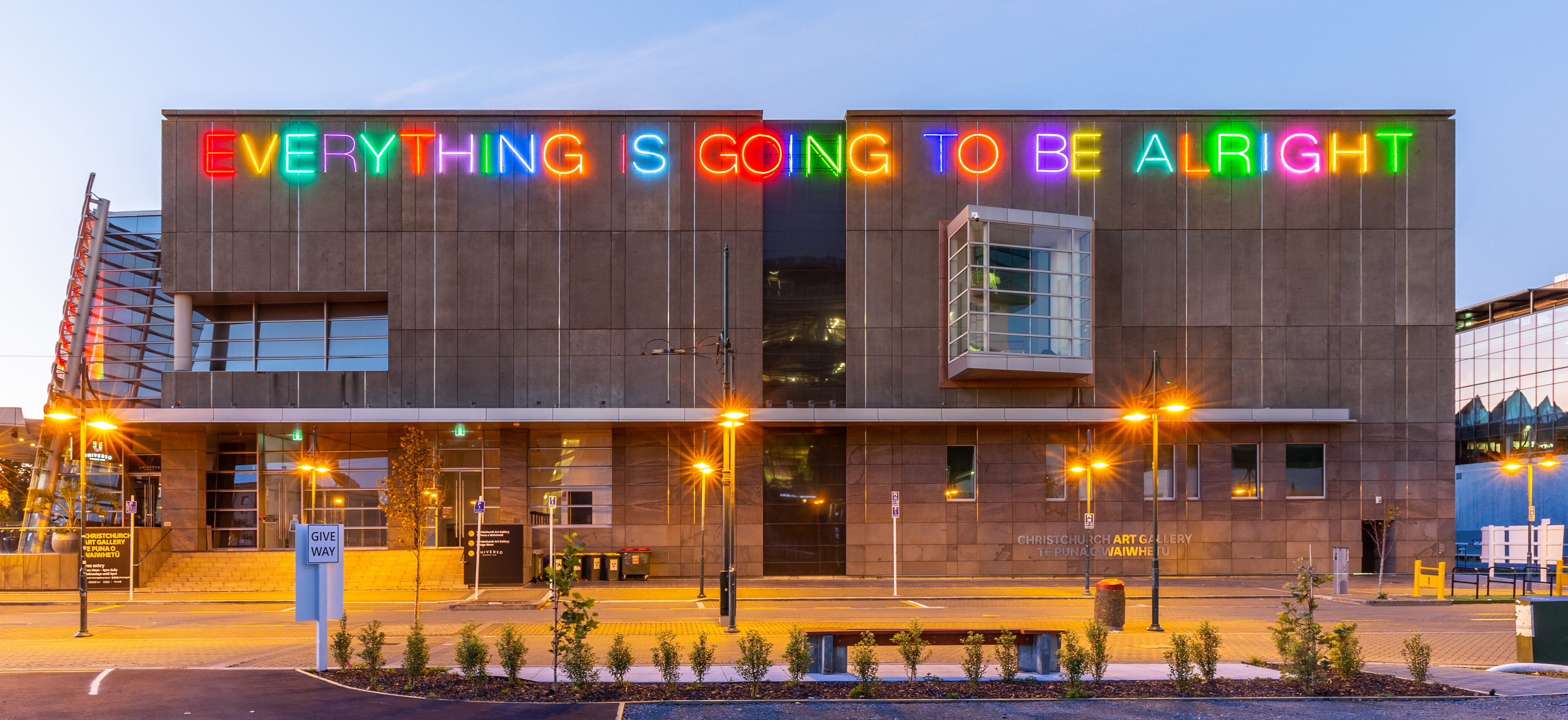
Everything is Going to be Alright - "Tout Va Bien Se Passer", sans doute -, un travail artistique de Martin Creed à Christchurch, Nouvelle-Zélande. Avril 2020.